# Lawrence Pentland
Lawrence Henry Pentland (Marquette (Manitoba), 6 april 1879 - Winnipeg, 2 november 1923) was een Canadees lacrossespeler. 
Met de Canadese ploeg won Broderick de olympische gouden medaille in 1904.

## Resultaten
- 1904  Olympische Zomerspelen in Saint Louis